# حصن ناعم
حصن ناعم هو عبارة عن حصن أو قلعة بُنيت على قمة مرتفعة، تشبه القارب، يقع الحصن وسط واحة خضراء في خيبر شمال المدينة المنورة بأرض الحجاز. هناك ممر ضيق يؤدي للحصن وسط سلسلة متعرجة من من الجبال المنحدرة، جنوب التل تؤدي إلى بوابة ضيقة. يبلغ سمك قواعد الجدران متر واحد، وارتفاعها متر ونصف.

## غزوة خيبر
لم يكن بين رسول الله وبين يهود خيبر عهد، فتوجه إليهم الرسول ليدعوهم إلى الإسلام، أو قبول الجزية، أو الحرب، فلما لم يسلموا ولم يقبلوا الجزية حاربهم. كان المسلمون في هذه الغزوة ألفاً وأربعمائة ومعهم مائتي فرس. فلما رأى اليهود جيش المسلمين فروا إلى مدينتهم وتحصنوا في حصونهم، وأخذوا في الاستعداد للقتال. وأول حصن هاجمه المسلمون من حصونهم الثمانية هو حصن ناعم، وكان خط الدفاع الأول لليهود لمكانه الاستراتيجي، وكان هذا الحصن هو حصن مرحب البطل اليهودي الذي كان يعد بالألف.
خرج علي بن أبي طالب بالمسلمين إلى هذا الحصن، ودعا اليهود إلى الإسلام، فرفضوا هذه الدعوة، وبرزوا إلى المسلمين ومعهم ملكهم مرحب بن أبي زينب، فلما خرج إلى ميدان القتال دعا إلى المبارزة، قال سلمة بن الأكوع: فلما أتينا خيبر خرج ملكهم مرحب يخطر بسيفه يقول: قد علمت خيبر أني مرحب.. شاكي السلاح بطل مجرب.. إذا الحروب أقبلت تلهّب، فبرز له عمي عامر فقال: قد علمت خيبر أني عامر.. شاكي السلاح بطل مغامر، فاختلفا ضربتين، فوقع سيف مرحب في ترس عمي عامر، وذهب عامر يسفل له، وكان سيفه قصيرًا، فتناول به ساق اليهودي ليضربه، فيرجع ذُبَاب سيفه فأصاب عين ركبته فمات منه، ويبدو أن مرحبًا دعا بعد ذلك إلى البراز مرة أخرى وجعل يرتجز بقوله: قد علمت خيبر أني مرحب...، فبرز له على بن أبي طالب. قال سلمة ابن الأكوع: فقال علي: أنا الذي سمتني أمي حيدره.. كليث غابات كريه المنظره.. أوفيهم بالصاع كيل السندرة، فضرب رأس مرحب فقتله، ثم كان الفتح على يديه.
ولما دنا علي بن أبي طالب من حصونهم اطلع يهودي من رأس الحصن، وقال: من أنت، فقال: أنا علي بن أبي طالب، فقال اليهودي: علوتم وما أنزل على موسى. ثم خرج ياسر أخو مرحب، وهو يقول: من يبارز، فبرز إليه الزبير بن العوام، فقالت صفية بنت عبد المطلب أمه: يا رسول الله يقتل ابني، قال: بل ابنك يقتله، فقتله الزبير. ودار القتال المرير حول حصن ناعم، قتل فيه عدة سراة من اليهود، انهارت لأجله مقاومة اليهود، وعجزوا عن صد هجوم المسلمين. دام القتال أيامًا لاقي المسلمون فيها مقاومة شديدة، إلا أن اليهود يئسوا من مقاومة المسلمين، فتسللوا من هذا الحصن إلى حصن الصعب، واقتحم المسلمون حصن ناعم.

## وصلات خارجية
- فيديو تعريفي بحصن ناعم